# Mbié
Mbié est un village de la Région du Littoral du Cameroun, situé dans la commune de Baré-Bakem. On y accède par la route qui lie Baréko à Eboulkong.

## Population et développement
En 1964, la population de Mbié était de 1 habitant, essentiellement des Bakem. La population de Mbié était de 66 habitants dont 29 hommes et 37 femmes, lors du recensement de 2005.